# Давор
Давор је насељено место и седиште општине у Бродско-посавској жупанији, Република Хрватска. Некада се то место звало Свињар.

## Положај
Давор се налази на левој обали реке Саве, наспрам места Србац у Републици Српској. Србац се до 1933. године називао Босански Свињар. Тако да су била на две обале Саве, два "Свињара". Посавски Свињар је 1890. године променио назив, у Давор.

## Историја
За време Турака постојала је варош Свињар на Сави. Место је иначе потпало под турску власт 1532-1535. године. Турци су 1688. године доживели велики пораз код Свињара, и били потиснути одатле.
У месту (тада Свињару) је у првој половини 18. века рођен народни песник Антун Матија Рељковић (1732-1798), писац дела "Сатир". Из Свињара потиче и трговац А. Брлић, сродник Рељковићев. Рељковићи и Брлићи су се заједно доселили ту, почетком 17. века из Херцеговине, преко Босне. Претплатник књиге преведене на српски (ћирилицу) био је 1830. године у Новој Градишки, Гаврил Рељковић капетан из Свињара.
Жупа Бодеграј је 1759. године имала као једну од више филијала и Свињар (посавски) са 16 српских кућа.
Када је реч о римокатолицима, потпадао је Свињар под жупу Оребицу до 1789. године, када је постао нова жупа. Још 1730. године помиње се у Свињару дрвена капела "Св. Ђурђа", која је имала и дрвен звоник и олтар са олтарном сликом.
Са селом - парохијском филијалом Старо Петрово село (ту је црква Св. Луке из 1828.) чинило је почетком 20. века једну православну парохију, у склопу Новоградишког протопрезвирата. Парохијско звање је основано и матице православна црквене се воде од 1777. године. То је парохија шесте платежне класе, са парохијским домом и српским православним гробљем. Председник црквене општине био је 1905. године Миле Башић, а православни парох поп Кирил Турало, рођен 1840. године у Зрињској, који служи у Давору 19 година. Православна црква посвећена Св. Апостолима Петру и Павлу, грађена је 1777. године, у време поп Захарија Чокерлића (1777-1786).
Године 1905. у месту Давору има 3279 становника, од којих је 332 православна Србина (или 10%), а од 680 домова - 52 су српска (9%). Политичка и црквена општина постоје у месту. Пошта и телеграф се налазе у Старом Петровом селу. Од јавних здања од значаја су православна црква и комунална школа. Основна школа у Давору је комунална, са здањем подигнутим 1835. године. У њој предају деци Никола Маринчић и Матилда Бенаковић - римокатолици, учитељи. Ђака је било 30 у редовној настави и још 9 у пофторној (празничној).
Мештанин Србин, ратар Миле Митрић је био претплатник београдског листа "Правда" (од 1906), због чега је загребачком Велеиздајничком процесу 1908. године био осуђен на пет година робије. Оптуживали су га у Загребу да је у својој кући окупљао друштво где би се читале српске новине. Након четири месеца затвора, пуштен је кући условно. Тада је у Давору било само 15 православних домова и православна црква. Место није имало перспективу због редовних пролећних поплава, па се становништво одсељавало. Прве године рата 1914. кућа Митрићева је била демолирана, јер је на крову био поређан цреп у бојама српске заставе (али и хрватске) и на фасади стајало исписано ћирилично име и презиме власника.
До територијалне реорганизације у Хрватској налазио се у саставу бивше велике општине Нова Градишка.

## Становништво
На попису становништва 2011. године, општина Давор је имала 3.015 становника, од чега у самом Давору 2.382.

### Попис 1991.
На попису становништва 1991. године, насељено место Давор је имало 2.603 становника, следећег националног састава:
| Попис 1991.‍   | Попис 1991.‍  | Попис 1991.‍ | Попис 1991.‍ | Попис 1991.‍ |
| ------------- | ------------ | ----------- | ----------- | ----------- |
|               |              |             |             |             |
| Хрвати        | Хрвати       |             | 2.588       | 99,42%      |
| Грци          | Грци         |             | 1           | 0,03%       |
| Југословени   | Југословени  |             | 1           | 0,03%       |
| Срби          | Срби         |             | 1           | 0,03%       |
| неопредељени  | неопредељени |             | 2           | 0,07%       |
| непознато     | непознато    |             | 10          | 0,38%       |
| укупно: 2.603 |              |             |             |             |